# Odjak d'Alger
L’Odjak d'Alger (également orthographié Ujaq) était une unité de l’armée de la Régence d'Alger. Il constituait une composante hautement autonome du corps des janissaires, agissant complètement indépendamment du reste du corps, d'une manière analogue à la relation entre Alger et la Sublime Porte. Dirigé par un Agha, il participa également à l’administration interne et à la politique du pays, gouvernant la Régence pendant plusieurs années. L’Odjak servait à la fois d’unité de défense similaire à une Garde prétorienne et d’instrument de répression jusqu’en 1817.
L’Odjak d'Alger regroupait l’ensemble des janissaires de la Régence. Sa principale institution était le Diwan d'Alger, établi au XVIe siècle par Khayr ad-Din Barberousse, siégeant d'abord au Palais de la Jénina, puis à la Citadelle d'Alger. Cette assemblée, initialement dirigée par un Agha, évolua d’un organe militaire, l’Odjak d'Alger, vers la principale institution administrative du pays. Le diwan détenait le véritable pouvoir dans la Régence et, dès le milieu du XVIIe siècle, il élisait le chef de l’État. Il contrôla fréquemment le pays, notamment durant la période des Aghas de 1659 à 1671.

## Contexte historique
Lorsque Arudj Barberousse envisagea de se transformer de corsaire en sultan et fondateur d’un État, il ne disposait d’autres soldats que les équipages de ses navires, commandés par ses capitaines corsaires, ses anciens compagnons, qui acceptèrent d’un commun accord à Alger la suprématie qu’ils avaient reconnue en mer à leur heureux chef. Le premier Barberousse se vit ainsi investi d’un pouvoir librement accepté par une oligarchie militaire ; mais ce pouvoir devint rapidement absolu, et son détenteur l’affirma bientôt comme tel, traitant avec la plus grande rigueur ceux qui tentaient d’y échapper. À sa mort, son frère Khayr ad-Din lui succéda de droit sans que personne ne s’y oppose. Pressé par la nécessité, il se déclara vassal de la Empire ottoman et obtint d’elle une troupe de 2 000 janissaires, à laquelle s’ajoutèrent près de 4 000 volontaires turcs, admis à participer aux privilèges du corps des janissaires.
Pour administrer les affaires de l’État et gouverner le pays, Barberousse s’appuya sur des membres du diwan, soigneusement choisis parmi les janissaires,. Cependant, cela limita à long terme le pouvoir absolu du souverain ; les premiers janissaires élisaient leurs chefs, puis régulaient l’avancement dans leur corps par des lois immuables ; leurs coutumes les soustrayaient à la juridiction commune et même les châtiments qui leur étaient infligés demeuraient secrets. Cet état de choses fit de l’Odjak d’Alger une entité politique et militaire autonome, l’autorité du gouverneur ottoman devenant symbolique, et les janissaires d’Algérie accédèrent au pouvoir par un système de gouvernement électif.

## Élite stratocratique

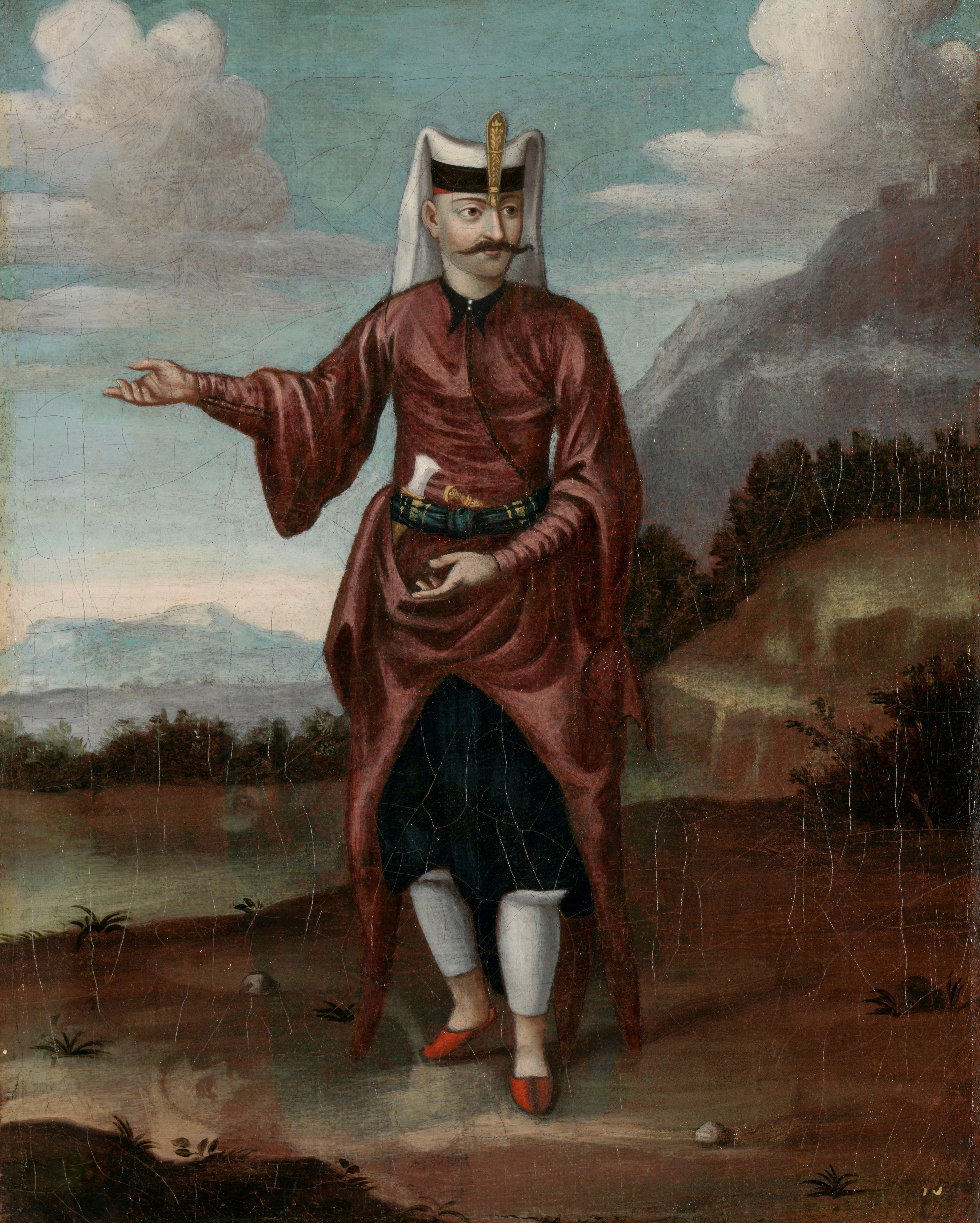
Un soldat des janissaires par Jean-Baptiste van Mour (1671–1737)

Selon l’historien William Spencer, tout recrue pouvait gravir les échelons, un rang tous les trois ans. Avec le temps, il servait parmi 24 bolukbachi janissaires (officiers supérieurs), qui votaient sur la haute politique. Le savant et notable d'Alger Hamdan Khodja indique que soixante bolukbachis, ou officiers supérieurs, formaient le diwan privé. Ils se réunissaient chaque matin à l’aube dans une salle destinée à leurs délibérations sur les actes de l’administration en vertu des pouvoirs qui leur étaient conférés en tant que chefs militaires supérieurs. Il déclare : « On ne peut faire partie du diwan qu’après avoir rempli certaines conditions exigées par le règlement, notamment avoir donné des preuves d’expérience et de capacité et avoir servi dans l’armée et la marine ; presque tous ceux qui appartiennent au divan sont d’un âge avancé et mariés à des indigènes.».
La milice de l’odjak constituait à la fois le gouvernement et l’armée de la régence, et la distinction entre les deux n’est pas toujours évidente. Ainsi, c’est dans le même corps de janissaires que l’on recrutait les fonctionnaires de l’État, et les titulaires des plus hauts rangs occupaient effectivement des rôles politiques ou administratifs. C’était le cas, par exemple, du plus ancien des bolukbachi dont on choisissait les ambassadeurs auprès des cours étrangères. C’était au sein des unités de combat, en mer ou sur terre, que le corps des khodjas formait ses hommes, et c’était ce corps qui assurait l’administration de la régence ainsi que celle de l’armée. Même d’anciens capitaines corsaires trouvaient des fonctions dans l’administration comme drogmans auprès des consuls européens. Les pachas envoyés d’Istanbul ayant perdu toute influence réelle sur les décisions de l’odjak vers les années 1660, c’était toujours le membre élu de la milice qui détenait le pouvoir et devenait à la fois le chef politique et militaire de la régence.
Le commandant en chef ou « Agha des Deux Lunes » était élu pour un mandat de deux mois comme président du diwan selon un système de « démocratie par ancienneté ». Pendant la période de l’Agha (1659–1671) il était le dirigeant de la régence, portant le titre de Hakem. L’agha était détenteur du Pacte fondamental (Ahad aman) de 1748. Il était souvent considéré comme la base constitutionnelle de la régence. Selon Hamdan Khodja : « Le chef de ce diwan se nomme Aghat-el-Askar ; il porte un sabre et une sorte de relique qui contient les règlements de la régence (leur charte) ; l’agha doit toujours porter cette relique avec lui et ne jamais s’en séparer.»
Une liste de tous les officiers dont l’ancienneté pouvait les amener à la fonction d’agha était présentée aux janissaires, qui approuvaient soit la nomination du plus ancien, soit en choisissaient un autre. Pour empêcher l’agha de s’accrocher au pouvoir, la durée de sa présidence fut rendue très limitée ; la présidence du diwan ne dure que deux mois ; chaque membre est président à tour de rôle par ordre d’ancienneté. D’autres précautions furent ajoutées ; à la fin de son commandement, il était admis à la retraite, perdait la qualité de janissaire et ne pouvait plus assister à l’assemblée. L’agha pouvait aussi être suspendu par l’assemblée, l’intérim étant alors assuré par le Kahia. La hiérarchie comprenait également, :
- Bach-bolukbachi : premier des officiers par droit d’ancienneté.
- Environ 20 Yabachis : officiers reconnaissables à leur plume blanche, attachés au pacha et l’escortant à la mosquée le vendredi.
- Maaloukbachi : porte-parole des janissaires, qui rapportait au pacha les demandes et griefs de la milice.
- 4 Soldachis : officiers jouant le rôle de conseillers auprès de l’agha, « Ils étaient admis à être proches du pacha et mangeaient à sa table ».
- Environ 30 officiers commandant les camps, chaque camp comprenant entre 300 et 400 janissaires.

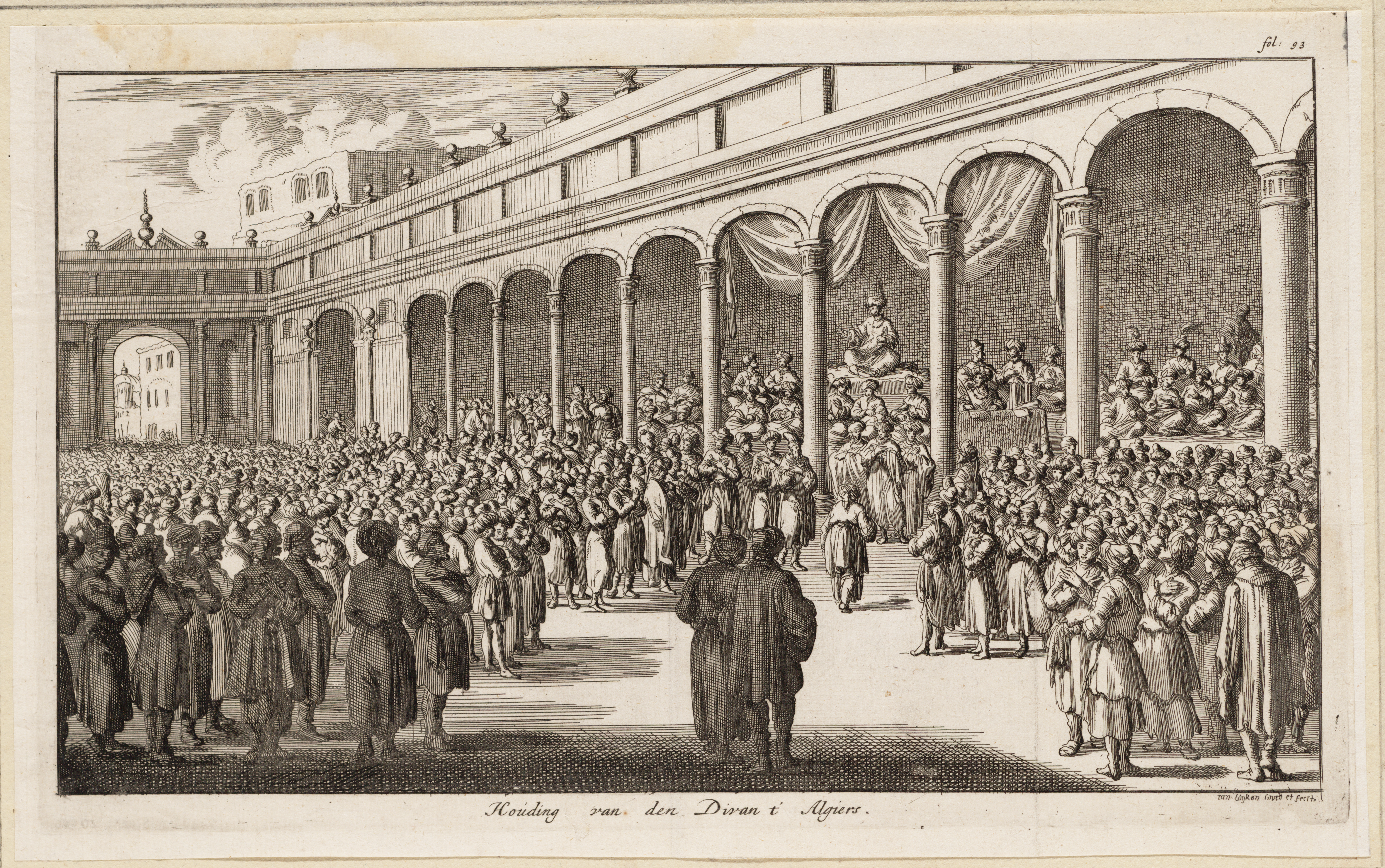
Hasan Agha d’Alger présidant le Diwan d'Alger.

Tout ce qui concerne la haute politique extérieure ou intérieure de la régence est décidé par les membres du diwan. Lorsqu’il y a quelque désordre à l’intérieur, par exemple : une révolte dans une tribu, ou lorsqu’une route est interceptée, ils prennent des informations à ce sujet et donnent leur avis sur les moyens à prendre pour rétablir l’ordre. Le paiement des soldats ne se fait qu’en présence de ce président ou chef. Car à Alger le trésor de l’État n’est ouvert qu’en présence du khodja ou notaire d’État et d’une commission spéciale dont chaque membre détient une clé ; chacun des membres de cette commission se présente avec son registre pour noter l’entrée et la sortie des fonds du trésor. Le dey lui-même ne peut disposer du trésor public ; il se présente comme un simple soldat pour recevoir sa solde ou liste civile.
Il appartient au président du diwan d’administrer la justice dans sa localité sur les Turcs et Kouloughlis ayant failli à la discipline ou enfreint les lois. Par conséquent, ils ne peuvent entrer dans aucune prison, sauf celle du diwan. Dans les cas relevant des usages militaires, les juges de tout litige criminel ou correctionnel peuvent consulter le « Qadi » pour son avis et l’application des lois ; si une peine doit être infligée, c’est le président du diwan qui en ordonne l’exécution, laquelle doit avoir lieu dans la salle du diwan. Cela donne force obligatoire aux décisions du qadi, qui s’adresse au diwan pour faire exécuter ses jugements, les soldats réguliers n’étant jamais jugés par les lois civiles comme les Maures, mais par les lois militaires.
En 1805, les janissaires, à la suite d’une émeute populaire, attaquèrent les Juifs. La compagnie Busnach et Bacri possédait de grands stocks de blé alors que la famine faisait rage. Dey Mustapha Pacha exila des familles juives et saisit leurs biens. Ces mesures étant jugées insuffisantes, les janissaires saisirent le dey et le mirent à mort. En 1808, une nouvelle révolte : les janissaires étaient mécontents de l’évolution de la guerre algéro-tunisienne de 1807, des exigences napoléoniennes, de la libération des captifs italiens et de l’installation de l’épouse du dey au palais de la Jénina. Dey Ahmed fut tué, et remplacé par Ali ben Mohamed, qui fut lui-même étranglé à la suite d’une nouvelle émeute. Le diwan fut ensuite complètement éclipsé par l’autorité du dey Hadj Ali. En 1817, les janissaires accusèrent le dey Omar Pacha de trahison et de lâcheté, pour avoir accepté, sous la pression de la population locale, des Kouloughlis et même de certains janissaires, de négocier avec Edward Pellew lord Exmouth. Il fut saisi et tué, et remplacé par Ali Khodja (1817–1818). Soudainement, le nouveau dey jugea bon de quitter le palais de la Jénina pour la Citadelle de la Casbah située au-dessus de la ville et de s’y installer sous la protection des Kouloughlis et des soldats kabyles. Avec ce soutien, il s’imposa aux janissaires. Ces derniers, revenant de Kabylie, furent attaqués dans leurs casernes et virent leurs effectifs réduits. Ainsi l’armée se trouva finalement réduite à l’obéissance.

## Composition

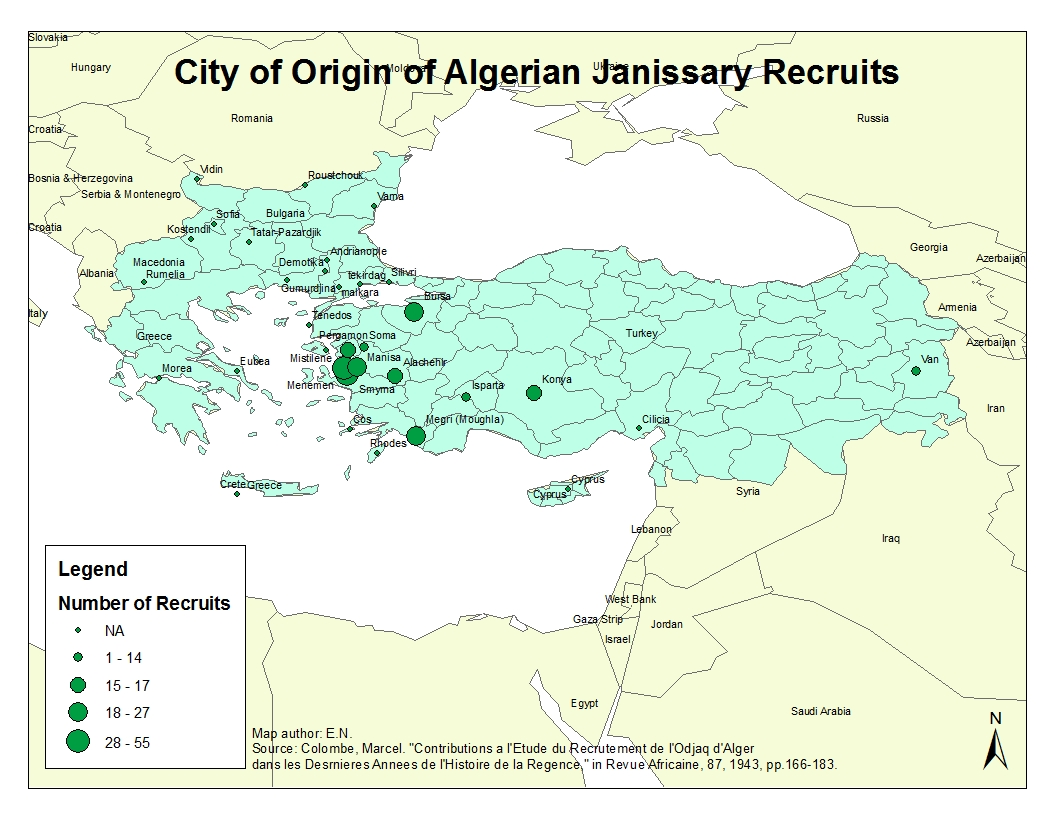
Origine du recrutement des janissaires algériens selon Marcel Colombe (1943)

Alger a connu le plus grand nombre de troupes durant la première moitié du XVIIe siècle, ce qui fut démontré par la construction de deux casernes (les casernes Eski et Yine à Alger en 1627 et 1637 respectivement). Cependant, le nombre de janissaires entama un déclin progressif à partir du milieu du XVIIIe siècle ; les nouvelles recrues furent insuffisantes pour restaurer la puissance militaire qu’Alger connaissait un siècle auparavant, bien que des efforts aient été faits pour compenser ce manque en recrutant des milices locales issues des « Kouloughlis », des Zouaoua et des tribus arabes.
L’odjak était initialement composé principalement d’étrangers. Communément appelé par les Européens « odjak » ou « milice turque ». La dénomination « Turc » se référait à l’origine géographique et ethnique de la plupart des membres de cette milice, à leur langue et à leur appartenance à une culture distincte de celle des autres Algériens. La majorité du corps durant les XVIe au XVIIIe siècles était composée de « Turcs d’Anatolie ». Mais on y trouvait également des Albanais, des Grecs, des Circassiens, des Maltais, etc. Ils étaient recrutés principalement à Smyrne dans l’Empire ottoman, ou dans certains cas parmi des immigrants. Les « Turcs » constituaient donc l’élément principal de la milice. Leur répartition dans les diverses composantes militaires de l’odjak pouvait indiquer des variations momentanées dans les régions de recrutement, mais la majorité provenait d’Anatolie, selon Marcel Colombe : « De toutes les régions de l’Empire, c’est l’Anatolie qui fournit la plus grande part du recrutement algérien ». La taille exacte de l’odjak variait entre 8 000 et 10 000 hommes, et il était généralement divisé en plusieurs centaines de petites unités (ortas).
Les Kouloughlis étaient des personnes d’origine mixte, ottomane et mauresque. En 1629, les Kouloughlis, alliés à d’autres tribus locales, tentèrent de chasser l’odjak et les janissaires. Ils échouèrent et furent expulsés. En 1674, ils furent autorisés à rejoindre le corps, mais uniquement les Kouloughlis de première génération (fils directs de Turcs). En 1694, cette restriction fut levée, et tous les Kouloughlis purent intégrer l’odjak.
Bien qu’auparavant tous les locaux aient été exclus de l’odjak, des Arabes, Berbères et Maures furent admis à la fin du XVIIe siècle en petit nombre, pour pallier les difficultés croissantes d’importation de troupes à mesure que les relations avec l’Empire ottoman s’affaiblissaient. Au départ, certains locaux furent intégrés comme auxiliaires dans les garnisons. Cela devint de plus en plus fréquent, mais uniquement dans des zones isolées. Entre 1699 et 1701, sur 40 cas de janissaires dont l’origine est connue, 5 avaient été recrutés parmi les autochtones, mais principalement dans des régions rurales. En réalité, le corps restait très majoritairement turc. Après un coup d’État mené par Baba Ali, l’odjak fut affaibli, et le dey-pacha acquit bien plus d’autorité qu’auparavant. Il affaiblit les janissaires et les contraignit à assouplir leurs procédures, lesquelles devinrent de plus en plus laxistes. Comme l’odjak constituait la principale force en dehors des levées tribales arabes et berbères, jugées peu fiables, il était important de ne pas recruter des hommes ayant des loyautés tribales. Ainsi, de nombreux orphelins et criminels algériens furent enrôlés dans l’odjak. En 1803, 1 soldat sur 17 dans l’odjak était Arabe ou Berbère. Selon l’historien Daniel Panzac, environ 10 à 15 % de l’odjak était composé d’Algériens autochtones et de renégats, tandis que les Kouloughlis étaient exclus,. Dans les années 1820, même des Juifs furent autorisés à rejoindre l’odjak d’Alger, bien que ce choix ait été très controversé et dénoncé par plusieurs membres de la société algérienne.
| Année    | 1536  | 1587  | 1605   | 1621  | 1640   | 1660           | 1684   | 1731   | 1754   | 1785  | 1808   | 1815  | 1830  | 1830                                        |
| -------- | ----- | ----- | ------ | ----- | ------ | -------------- | ------ | ------ | ------ | ----- | ------ | ----- | ----- | ------------------------------------------- |
| Effectif | 2 000 | 6 000 | 10 000 | 6 000 | 12 000 | 6 000 familles | 14 000 | 14 000 | 12 000 | 8 000 | 10 000 | 4 000 | 4 500 | 3 500 expulsés après l’occupation française |

Au début du XIXe siècle, la puissance navale d’Alger pouvait mobiliser environ 14 % de l’effectif total de l’infanterie de l’odjak : les mehallas comptaient environ 2 500 janissaires, tandis que la marine employait entre 800 et 900 hommes. Il était donc obligatoire pour la milice de servir à bord d’un navire corsaire de l’odjak algérien. La proportion exacte de janissaires embarqués n’est pas connue, mais on peut estimer qu’il y avait environ un janissaire pour trois marins si le nombre total de marins était d’environ 2 500 hommes. Un document sur la marine algérienne en 1820 indique : « Chaque complément d’équipage comprend, en plus de son équipage de marins, une garnison d’infanterie formée de la milice turque, d’au plus cent hommes pour les frégates, et d’au moins quarante hommes pour les goélettes et polaccas. ». Ces soldats affectés durant l’année au service en mer étaient embarqués sur des navires appartenant aussi bien à des particuliers qu’à l’État. Ce furent les nouvelles recrues qui furent désignées pour servir en mer. Ils prenaient leurs fusils, pistolets, sabres et une couverture pour dormir ; leur équipement complet. Le beylik ne fournissait ni couchette, ni hamac, ni matelas ; il donnait de vieux draps pour les pansements et une pharmacie… [Ils] n’étaient pas impliqués dans les manœuvres du navire ; ils étaient affectés au tir au mousquet et devaient être les premiers à aborder avec couteaux et sabres. Leur poste se situait sur la dunette, où les soldats ne pouvaient aller sans permission, sauf pour les servir.

## Casernes

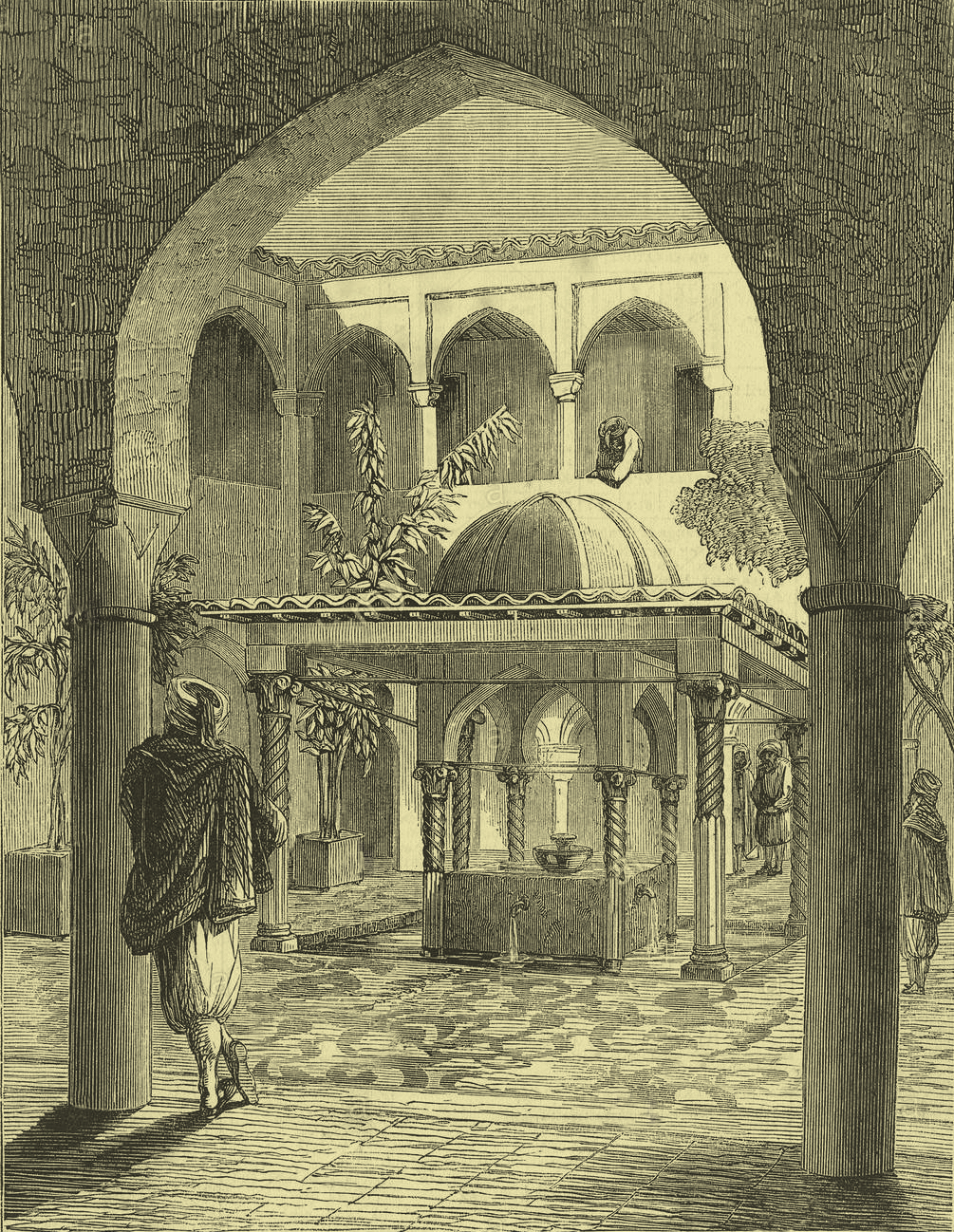
Cour des casernes des janissaires à Alger

Vivant généralement dans de grandes casernes, comme les armées professionnelles du monde entier, les janissaires d’Alger étaient logés dans sept ou huit casernes, chacune abritant entre 700 et 800 hommes, et jusqu’à 2 000. Comme il était courant pour les officiers de l’odjak de posséder des esclaves, les travaux nécessaires pour maintenir les casernes en bon état étaient en grande partie effectués par ces esclaves. C’est pourquoi les casernes avaient la réputation d’être bien construites, idéalement organisées et toujours propres.  
Les janissaires bénéficiaient de nombreux avantages : ils achetaient leur nourriture à un prix spécial, inférieur à celui fixé pour la population ; les célibataires avaient droit à quatre pains par jour. Ils pouvaient posséder leurs casernes ; ceux qui n’étaient pas mariés logeaient dans des maisons construites sur le modèle des maisons mauresques, avec une pièce par odjak et de petites chambres pour le bolukbachi. À Alger, il y avait huit casernes, dont certaines étaient très jolies. Ces casernes étaient beaucoup plus confortables et agréables qu’ailleurs en Europe à cette époque. Dans chacune d’elles se trouvaient, comme dans la mehalla, à chaque section, un wakil et un atchi (cuisinier). Les janissaires mariés vivaient avec leurs familles ; au XVIe siècle, on comptait près de huit cents foyers à Alger. Ils relevaient également d’une justice particulière, celle de leurs officiers ; elle comprenait des peines sévères (emprisonnement, bastonade et même peine de mort), mais infligées en privé, afin que les Turcs ne soient pas humiliés devant les indigènes.  
Les registres de solde des janissaires conservés à la Bibliothèque nationale d'Algérie mentionnent huit casernes :
- Casernes Mouqarrir (caserne du lecteur : le muqarrir est celui qui fait une communication, une présentation). Elle était située dans l’ancienne rue Macaron. Elle se composait de 27 chambres, logeant 899 hommes, répartis en 48 odjak (sections).
- Casernes Bab-Azoun comprenant 28 chambres et abritant 1 661 hommes formés en 63 odjak.
- Casernes Salih Pacha et Ali Pacha, voisines l’une de l’autre, chacune comprenant une vaste cour entourée d’arcades et dominant le rempart du port. Elles étaient parfois désignées par le nom « kapılar » (les portes) ; aussi connues comme « Yechil Qapouda Ali Pacha » et « Yechil Qapouda Salih Pacha ». Elles se situaient entre la rue Boza et la rue de l’Aigle près d’Azoun. La caserne Salih Pacha comprenait 26 chambres, où 1 266 hommes répartis en 60 odjak étaient logés ; celle d’Ali Pacha avait 24 chambres avec 1 516 hommes formant 55 odjak.
- Casernes Ousta Moussa, rue de la Marine (les Français en firent la caserne Lemercier). Elle comprenait 31 chambres occupées par 72 odjak avec un effectif de 1 833 hommes.
- Casernes Yali, ou « Bord de la Mer » situées en face des casernes Ousta Moussa, également appelées « Dar ed-droudj » (caserne des escaliers), avec 15 chambres logeant 602 hommes répartis en 27 odjak.
- Casernes Eski (anciennes), rue Médée, avec 31 chambres pour 60 odjak, soit 1 089 hommes.
- Casernes Yeni (nouvelles), dans la même rue, ne comptaient que 19 chambres, avec 38 odjak ou 856 hommes.

## Structure de commandement
La structure de commandement de l’Odjak reposait sur plusieurs niveaux de commandement militaire. Initialement basée sur les structures fondamentales des janissaires, elle fut légèrement modifiée après le XVIIe siècle pour mieux s’adapter aux styles de guerre locaux et à la politique. Les principaux grades de l’Odjak étaient :
- Agha, ou maréchal de l’Odjak. Élu par l’Odjak jusqu’en 1817, après quoi le Dey nommait les Aghas[43]
- Aghabashi, équivalent au grade de général dans les armées occidentales
- Boloukbachi, ou officier supérieur
- Odabashi, ou officier
- Wakil al-Kharj, un sous-officier ou un commissaire aux vivres
- Yoldach, ou soldat régulier

L’armée était divisée en quatre régions, identiques aux divisions administratives (Beyliks) :
- Armée de l’Ouest, dirigée par les Bey de l'Ouest
- Armée centrale, dirigée par le Bey du Titteri
- Armée orientale, dirigée par le Bey de l'Est
- Armée du Dar as-Soltan, dirigée par le Dey et l’Agha.

Ces troupes étaient sous les ordres des Beys, assistés d’un Khalifa (général) qu’ils nommaient. Le commandant suprême de l’armée était l’Agha al-Mahalla. Le recrutement de ces troupes relevait des Beys. L’Odjak était dirigé par un Agha élu par ses membres. Lorsque Alger était attaquée, les Beyliks envoyaient leurs troupes pour soutenir la ville assiégée, comme en 1775 lors de l’invasion espagnole d’Alger. Les Beys, en tant que commandants régionaux, menaient aussi les guerres dans leur propre territoire, parfois renforcés par des troupes de l’armée du Dar as-Soltan. Par exemple, en 1792, lors de la reconquête d’Oran, le Bey Mohamed el-Kebir assiégea la ville avec l’armée du Beylik de l’Ouest, comptant jusqu’à 50 000 hommes, avec des renforts d’Alger. Pendant la guerre algéro-tunisienne de 1807, l’armée orientale affronta les Tunisiens. Elle se composait de 25 000 guerriers levés à Constantine, et de 5 000 renforts venus d’Alger. Les sous-commandants incluaient souvent de puissants chefs tribaux, des djouads, ou des caïds.

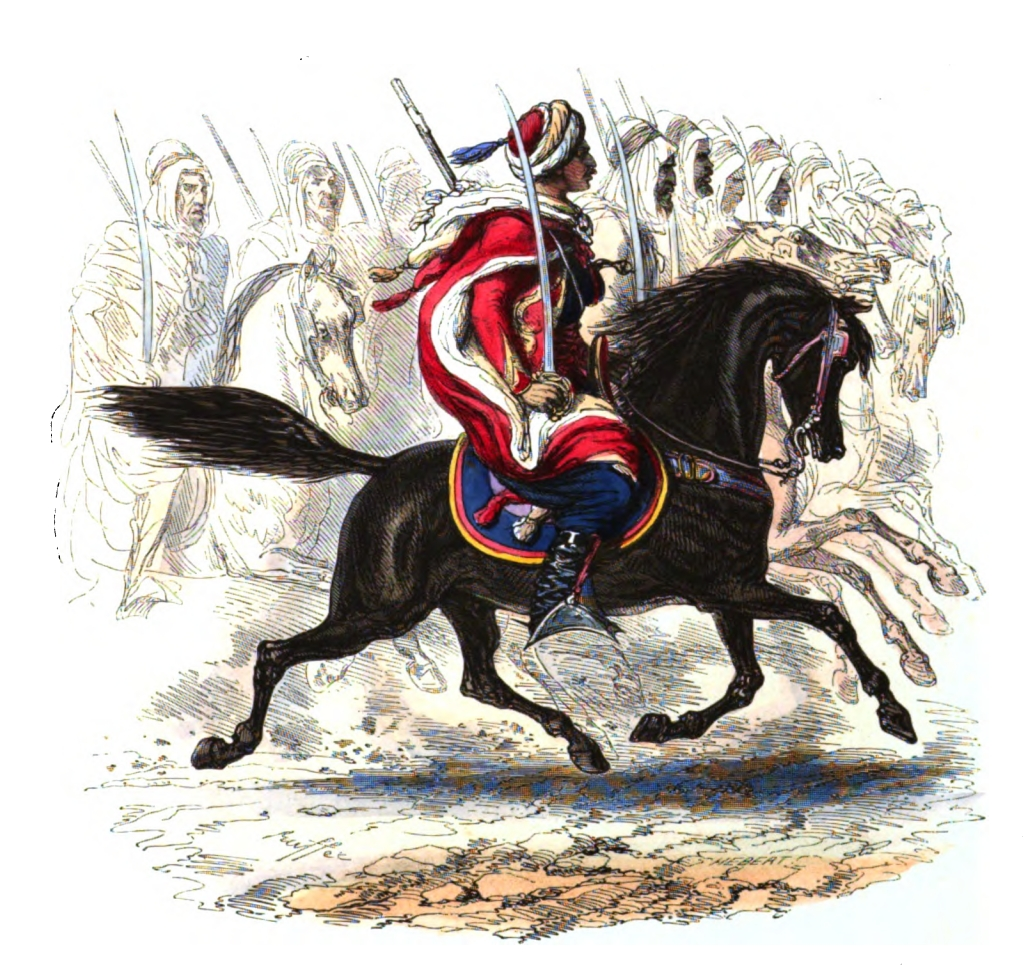
Unité de spahis du Deylik d’Alger

On sait peu de choses sur les spahis d’Alger, si ce n’est qu’il s’agissait d’une unité régulière permanente, composée principalement de locaux, bien que des Turcs y servaient. Ils différaient considérablement des sipahis ottomans traditionnels, tant par leur équipement militaire que par leur organisation, et n’avaient guère en commun avec eux hormis le nom et le fait d’être une cavalerie. Le Dey entretenait périodiquement plusieurs milliers de spahis à son service comme garde personnelle. Hormis la garde du Dey, les spahis n’étaient pas recrutés ni stationnés à Alger, mais généralement par les Beys. Ils étaient généralement mieux organisés que la cavalerie tribale irrégulière, mais beaucoup moins nombreux.
Les unités françaises de Spahi furent inspirées des spahis algériens, toutes deux étant principalement de la cavalerie légère.
La milice levée, composée de guerriers arabo-berbères, comptait des dizaines de milliers d’hommes, constituant la plus grande partie de l’armée algérienne. Ils étaient appelés parmi les tribus et clans loyaux, généralement makhzen. Ils pouvaient atteindre jusqu’à 50 000 hommes rien que dans le Beylik de l’Ouest. Les troupes étaient armées de mousquets, généralement des moukahla, et d’épées, comme le nimcha ou le flissa, armes traditionnelles locales,. L’armement n’était pas fourni par l’État, mais à la charge des soldats. Comme presque chaque paysan ou membre de tribu possédait un mousquet, il était attendu que les soldats s’en équipent. Nombre de ces tribus étant traditionnellement guerrières, beaucoup de ces troupes étaient entraînées dès l’enfance, et donc relativement efficaces, notamment en escrime, bien qu’entravées par une organisation faible, et leurs armes à feu devenues obsolètes au XIXe siècle.

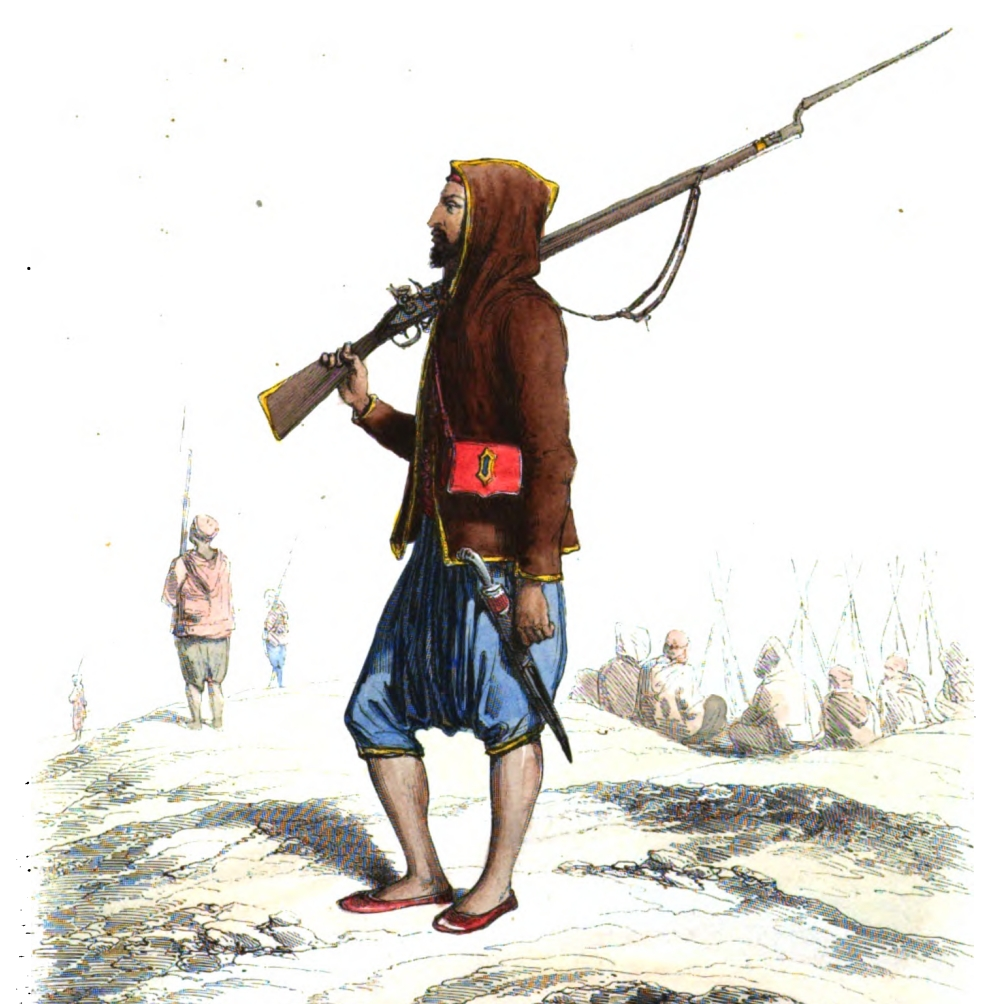
Infanterie Zwawa algérienne au début du XIXe siècle

Alger possédait très peu d’unités organisées sur le modèle napoléonien ou post-napoléonien, et nombre de ses troupes, y compris l’Odjak, suivaient encore les normes ottomanes des XVIIe et XVIIIe siècles. Les deux seules unités considérées comme modernes étaient la petite garde zwawa créée par le Ali Khodja en 1817 pour contrebalancer l’influence de l’Odjak, et la petite armée d’Ahmed Bey, dernier Bey de Constantine, organisée sur le modèle de l’Armée égyptienne sous la dynastie de Méhémet Ali. L’armée d’Ahmed Bey se composait de 2 000 fantassins et 1 500 cavaliers, tous Algériens, et il mit en place un système complexe de manufactures pour soutenir l’armée, en invitant des étrangers pour former des techniciens et autres spécialistes.

## Sources
- Hamdan-Ben-Othman-Khoja, Aperçu historique et statistique sur la Régence d'Alger, intitulé en arabe : Le Miroir, Hachette Livre, 2016 (ISBN 978-2-01-371914-8, lire en ligne)
- Mahfoud Kaddache, L'Algérie des Algériens : de la préhistoire à 1954, Paris-Méditerranée, 2003 (ISBN 978-2-84272-166-4)